# Moel Llys-y-coed
Moel Llys-y-coed är en kulle i Storbritannien.   Den ligger i kommunen Flintshire och riksdelen Wales, i den södra delen av landet, 280 km nordväst om huvudstaden London. Toppen på Moel Llys-y-coed är 465 meter över havet, eller 71 meter över den omgivande terrängen. Bredden vid basen är 1,8 km. Moel Llys-y-coed ingår i Clwydian Range.
Terrängen runt Moel Llys-y-coed är kuperad söderut, men norrut är den platt.Runt Moel Llys-y-coed är det ganska tätbefolkat, med 134 invånare per kvadratkilometer. Närmaste större samhälle är Caerwys, 7,7 km norr om Moel Llys-y-coed. Trakten runt Moel Llys-y-coed består i huvudsak av gräsmarker.